# Laytonsville
Laytonsville és una població dels Estats Units a l'estat de Maryland. Segons el cens del 2000 tenia 277 habitants.

## Demografia
Segons el cens del 2000, Laytonsville tenia 277 habitants, 103 habitatges, i 77 famílies. La densitat de població era de 109,1 habitants per km².
Dels 103 habitatges en un 39,8% hi vivien nens de menys de 18 anys, en un 64,1% hi vivien parelles casades, en un 5,8% dones solteres, i en un 25,2% no eren unitats familiars. En el 22,3% dels habitatges hi vivien persones soles el 4,9% de les quals corresponia a persones de 65 anys o més que vivien soles. El nombre mitjà de persones vivint en cada habitatge era de 2,69 i el nombre mitjà de persones que vivien en cada família era de 3,17.
Per edats la població es repartia de la següent manera: un 26,4% tenia menys de 18 anys, un 7,2% entre 18 i 24, un 27,4% entre 25 i 44, un 28,9% de 45 a 60 i un 10,1% 65 anys o més.
L'edat mediana era de 39 anys. Per cada 100 dones de 18 o més anys hi havia 98,1 homes.
La renda mediana per habitatge era de 75.000 $ i la renda mediana per família de 83.261 $. Els homes tenien una renda mediana de 57.500 $ mentre que les dones 38.750 $. La renda per capita de la població era de 30.681 $. Cap de les famílies i el 0,7% de la població estaven per davall del llindar de pobresa.

## Poblacions properes
El següent diagrama mostra les poblacions més properes.